# 2A46坦克炮
2A46（英語：2A46；又稱：D-81T(M)／Д-81Т(М)；為俄罗斯国防部火箭炮兵装备总局代號）是一系列由前苏联／俄罗斯OKB-9設計局所研製、九號火炮廠所生產的單管滑膛式坦克炮，並安裝在眾多世代的苏俄主戰坦克上，發射125毫米口徑滑膛炮彈。

## 研發歷史
1960年代，2A46坦克炮由葉卡捷琳堡的OKB-9設計局（現在的Spetstekhnika設計局），最初為T-64A而研發。然後，2A46坦克炮由彼尔姆葉卡捷琳堡和莫托維利卡的九號火炮廠生產。
T-64A和T-72採用的主炮2A26坦克炮（又稱：D-81）以後，操作經驗顯示新型125毫米滑膛式坦克炮表現不佳。由於炮管壁比线膛炮要薄，炮管一直受到天氣因素的影響而出現炮管歪曲，對其射擊精度產生了不良的影響。另據透露，其後座緩衝系統的設計亦較為差劣。由於熱膨脹後座緩衝裝置和反沖補償空氣形成了液體的混合物，結果導致武器不均勻地回滾，進而令精度顯著降低。為了解決2A26坦克炮的不足之處，於是開始了其現代化版本的研究工作。新型的2A46坦克炮是由OKB-9設計局以下、由V. A. Golubeva帶領的開發圑隊以下進行研製。1970年，2A46坦克炮獲蘇聯軍隊所採用。
早期版本的2A46坦克炮的炮管壽命較短，隨後的2A46M版本時壽命已有所延長。
2A46坦克炮的衍生型為2A46、2A46M、2A46M-1、2A46M-2、2A46M-4、2A46M-5，烏克蘭衍生型KBA-3和中國衍生型ZPT-98。

## 設計
2A46坦克炮的主要組成部分為：主炮身管、主炮身熱套筒外殼、後膛、吊籃、緩衝系統、升降機構和外護套。炮管包括一根推進劑引導管，用作固定式拋殼器，以發射後炮管內剩餘的高壓推進劑氣體將彈殼從後膛推出以外。主炮身管外裝有固定式熱套筒外殼，由四段薄壁圓柱狀桿段所組成，能防止因為熱所引起的炮管歪曲。緩衝裝置是由液壓緩衝器所組成，裝設在後膛和液壓式回熱器，並且穿過捲筒。回滾的長度限制為340毫米。機匣安裝在吊籃式鑄製組件以內。吊籃裝有銅套管，可在回滾、前滾和升降裝置期間轉動炮管的方向。升降機構安裝在坦克砲塔以內的一個特殊托架上。
2A46坦克炮可以發射尾翼穩定脫殼穿甲（曳光型）（APFSDS(-T)）、尾翼穩定反戰車高爆彈（HEAT-FS）以及高爆破片尾翼穩定型（HE-Frag-FS）炮彈。2A46的彈藥為分装式，弹头和发射药分为两个部分，在装填时由坦克内部的自动装弹机分先后裝填弹头和发射药。

## 彈藥
2A46發射與2A45系列所使用、相同的彈藥（彈頭和推進劑裝料）。2A46亦可以使用俄羅斯、中國、伊朗、克羅地亞和塞爾維亞製造的彈藥。

## 衍生型
- 2A46（D-81TM） — 安裝在T-64和T-80坦克以上的基本型。[2]
- 2A46-1（D-81T） — 安裝在T-72坦克以上的基本型。[2]
- 2A46-2（D-81K） — 2A46坦克炮的改進型版本，以適應發射炮射式反坦克導彈。在1976年獲採用後，作為T-64A和T-80坦克的一部分。[2]
- 2A46M（D-81K） — 2A46坦克炮的改進型版本。具有快速修改能力，拆卸炮管時無需連整個砲塔都拆卸下來。適用於發射9M119M「反射」反坦克導彈。對移動目標的每發實際射程一下子增加了1.5倍。回熱器和後座緩衝器中具有可用於目視檢查的工程液體。該坦克炮於1980年獲採用。安裝在T-72B和T-90坦克以上。[2][5]
- 2A46M-5 — 2A46M坦克炮的改進型版本。改進了設計的剛性結構和精密度。精度提高15—20％以後，總功耗隨即降低1.7倍。該坦克炮於2005年獲採用並且服役。安裝在T-90A坦克以上。此外，亦安裝在早期修改型的T-90以及T-72的现代化改型T-72B2/B3上。[2][5]
- 2A46M-1 — 將衍生型2A46M坦克炮安裝在T-80B/U坦克的版本。[2]
- 2A46M-4 — 2A46M-1坦克炮的改進型版本。性能提高至類似2A46M-5的等級。安装在T-80B的现代化改型T-80BVM上。[2]
- 2A46M-2 — 2A46M的衍生型，安裝在黑鹰式（又稱：T-80UM2）坦克以上。
- 2A75 — 以2A46M为基础的改型，重新设计了液压后坐装置以降低后坐力适配轻型坦克，安裝在2S25反戰車自走炮以上。
- KBA-3 — 烏克蘭以2A46坦克炮設計研製的烏克蘭改良型，安裝在烏克蘭生產的T-84和T-80U坦克。[6]
- ZPT-98 — 中國以羅馬尼亞獲得的T-72上取得的2A46M成品技術為基礎研製的中國改良型，設計上安裝在中國生產的MBT-2000、ZTZ-96、VT-4（MBT-3000）和ZTZ-99坦克以上。

## 使用國

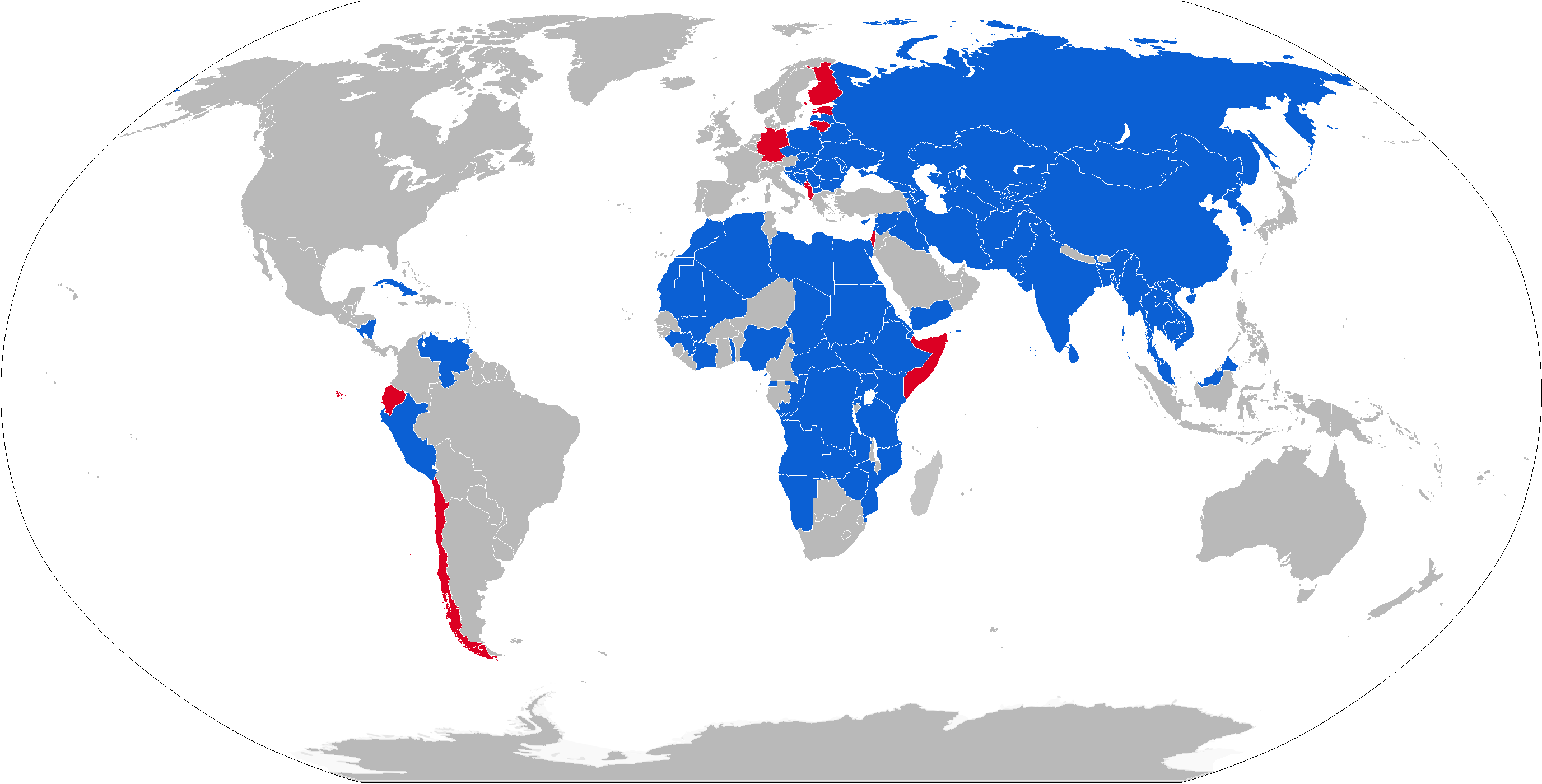
藍色為2A46坦克炮的使用國，而紅色則是前使用國。

2A46坦克炮已被眾多坦克所採用，儘管以下這些幾乎都完全是蘇聯及俄羅斯的設計或其外國的衍生物。
- - M-95「墮落者」
  - M-84D
- 捷克
  - T-72M4 CZ主力戰車
- 伊朗
  - 佐勒菲卡爾主戰坦克
  - 卡拉尔主战坦克
- 伊拉克
  - 巴比倫雄獅主戰坦克
- - 天馬虎V型
  - 暴風虎II型及III型
- 波蘭
  - PT-91「堅韌」
- 罗马尼亚社会主义共和国
  - TR-125
- 俄羅斯
  - T-90
  - T-80
  - T-72
  - T-67（裝上該125毫米坦克炮的T-62）
  - T-64
  - T-55M6
  - 640工程／T-80UM2／黑鷹
- 塞爾維亞
  - M-84AS
- 乌克兰
  - T-84
- 南斯拉夫
  - M-84

## 流行文化
2A46的各個坦克炮型號伴隨著搭載它的各個坦克型號在各部电影、电視劇和电脑游戏等作品之中出現，其中在（Battlefield 4）的资料片「最終反擊」（Final Stand）當中甚至作為虛構载具HT-95列夫科夫懸浮坦克的所搭載的主炮。
在俄罗斯Gaijin Entertainment发行的网络游戏《战争雷霆》中，2A46坦克炮作为苏联/俄罗斯陆军科技树當中的T-64、T-72，T-80以及T-90主战坦克的主武器，目前游戏内搭载2A46主炮及其衍生型的主战坦克数量已超过10辆，包括苏联的T-64A/B、T-72A/B、T-80B/U/UK/UM-2，俄罗斯的T-90A、T-72B3，T-80BVM，叙利亚的T-72AV，捷克斯洛伐克的T-72M2以及中国的ZTZ-99系列。

### 衍生或彷製型
- 2A82坦克炮：取代2A46坦克炮並於T-14上使用
- KBA-3：烏克蘭的2A46坦克炮衍生型
- ZPT-98坦克炮：中國的2A46M坦克炮衍生型

### 年代、功能、性能相近的其他火砲
- 皇家兵工廠L30坦克炮：英國研製的120毫米線膛型坦克炮
- GIAT CN120-26/52坦克炮：法國研製的120毫米坦克炮
- 萊茵金屬120毫米坦克炮（Rh-120）：德國研製的120毫米坦克炮，美軍命名為M256
- RUAG L50 120毫米緊湊型坦克炮：瑞士研製的120毫米坦克炮
- IMI 120毫米坦克炮：以色列研製的120毫米坦克炮

### 蘇聯前代的武器
- U-5TS坦克炮
- D-68坦克炮

## 資料來源
1. ↑  А. Б. Широкорад. Пушки советских танков 1945—1970 гг. // Техника и вооружение: вчера, сегодня, завтра. — М.: Техинформ, 2000. — № 7. — С. 6—7.
2. 1 2 3 4 5 6 7 8  . Артиллерийский завод №9.   [2011-12-01]. （原始内容存档于2012-07-29） （俄语）.
3. ↑  . Артиллерийский завод №9.   [2012-02-18]. （原始内容存档于2012-05-24） （俄语）.
4. ↑  2А46.ТО. 125-мм танковые пушки 2А46 и 2А46-1. Техническое описание и инструкция по эксплуатации, стр. 5—8
5. 1 2  . Артиллерийский завод №9.   [2013-01-16]. （原始内容存档于2013-01-20）.
6. ↑  . Meshwar.   [2013-02-03]. （原始内容存档于2013-02-12）.

## 外部連結
- （英文）—Army Guide - 2A46 / D-81TM, Gun（页面存档备份，存于）
- （英文）—2A46/D-81T 125mm（页面存档备份，存于）
- （英文）—120mm and 125mm Main Guns（页面存档备份，存于）
- （英文）—125 mm D-81（页面存档备份，存于）
- （俄文）—. Артиллерийский завод №9.   [2013-01-16]. （原始内容存档于2013-01-20）.
- （俄文）—. Артиллерийский завод №9.   [2011-12-01]. （原始内容存档于2012-07-29）.